# سيتشي أندو
سيتشي أندو (باليابانية: 遠藤誠一؛ بالكانا: えんどう せいいち) هو طبيب بيطري ياباني، ولد في 5 يونيو 1960 في سابورو في اليابان، وتوفي في 6 يوليو 2018 في كاتسوشيكا في اليابان بسبب شنق.